# Paulus Bor
Paulus Bor (Amersfoort, vers 1601 – id., 10 août 1669) est un peintre néerlandais (Provinces-unies) du siècle d'or.

## Biographie
Paulus Bor est né vers 1601 à Amersfort dans une riche famille catholique – il épousera d'ailleurs une femme issue elle aussi d'un milieu aisé.
En 1623, il entreprend un voyage d’étude à Rome, où il fait partie des fondateurs des Bentvueghels. Ils lui donnent  le surnom d’Orlando. Il séjourne d'abord dans la paroisse Sant'Andrea dell Fratte puis, en 1624-1625, il partage une maison avec les peintres Jan Linsen et Michelangelo Cerquozzi à la Piazza di Spagna et la Strada dell'Olmo.
Il rentre à Amersfoort en 1626. Dès cette année-là, il devient membre de la guilde de Saint-Luc locale ; celle-ci n’aurait toutefois été pleinement reconnue qu’en 1630. Par la suite,  Jacob Van Campen l'invite à participer à la décoration du palais Huis Honselaarsdijk de Frédéric-Henri d'Orange-Nassau. En 1656, il devient régent de l’hospice « De Armen de Poth » à Amersfoort.
Il meurt dans sa ville natale le 10 août 1669.

## Style pictural

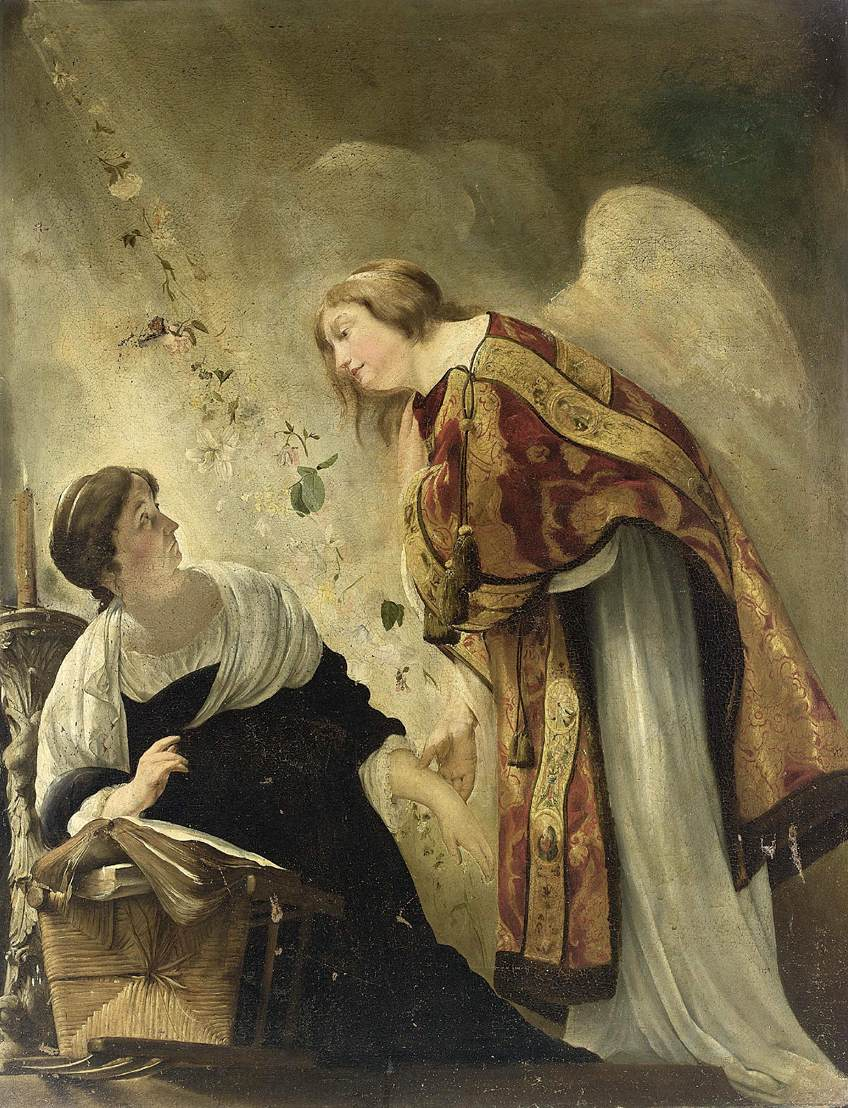
L'Annonce à la Vierge de sa mort prochaine, huile sur toile, 1635-1640 (Musée des beaux-arts du Canada, Ottawa).

Étant donné sa situation, c’est avec une certaine liberté que Bor put exercer son art : liberté de thèmes, et de travailler en fonction de son inspiration. Le catalogue de son œuvre picturale recense vingt-six tableaux.
Le style de Bor s’apparente dans une certaine mesure à celui des peintres d’Utrecht de l’époque. Au départ, il réalisa des scènes historiques aux accents caravagesques mais, assez rapidement, ses œuvres ont été dominées par un classicisme proche de celui de Jacob Van Campen, qui vécut lui aussi à Amersfort. Ses tableaux, par des compositions inhabituelles, leur technique quelque peu primitive et la représentation qui y est faite d’objets mystérieux, laissent un sentiment d’étrangeté.

## Œuvres
- Sacoche de voyage et documents sur une table[4], huile sur panneau, 56 × 76 cm, tableau signé de 1630 (Musée des beaux-arts de Montréal)
- Bacchus (attribué à P.B.), pendant d'Ariane, vers 1630, huile sur toile, 149 × 106 cm, (Muzeum Narodowe, Poznań)[5]
- Ariane (attribué à P.B.), pendant de Bacchus, vers 1630, huile sur toile, 149 × 106 cm, (Muzeum Narodowe, Poznań)[6]
- La Madeleine (attribuée à P. B.), vers 1635, huile sur panneau, 66 × 61 cm, Walker Art Gallery, Liverpool[7]
- La Fille de Pharaon découvre Moïse dans la corbeille, 1635-1638, huile sur toile, 131 × 114 cm, Rijksmuseum, Amsterdam[8]
- L'Annonce à la Vierge de sa mort prochaine[9],[10], huile sur toile, 197,7 × 152 cm, 1635-1640 (Musée des beaux-arts du Canada, Ottawa)[11]
- L'Enchanteresse[12], vers 1640, huile sur toile, 155 × 112 cm, (Metropolitan Museum of Art, New York)[13]
- Chiromancienne (Een waarzegster, die de hand leest), daté 1641 (Centraal Museum, Utrecht)
- Cydippe avec la pomme d'Acontios, 1645 - 1655, huile sur toile, 151 × 113 cm, (Rijksmuseum, Amsterdam)[14]
- Une femme et une garçon faisant un sacrifice sur un autel, huile sur toile, 89,5 × 67,7 cm, Collection privée[15].
- Un sonneur de cor, Collection privée[16]
- Allégorie présumée de la Logique, huile sur toile, 83,5 × 70,5 cm,  Musée des beaux-arts, Rouen[17]

"
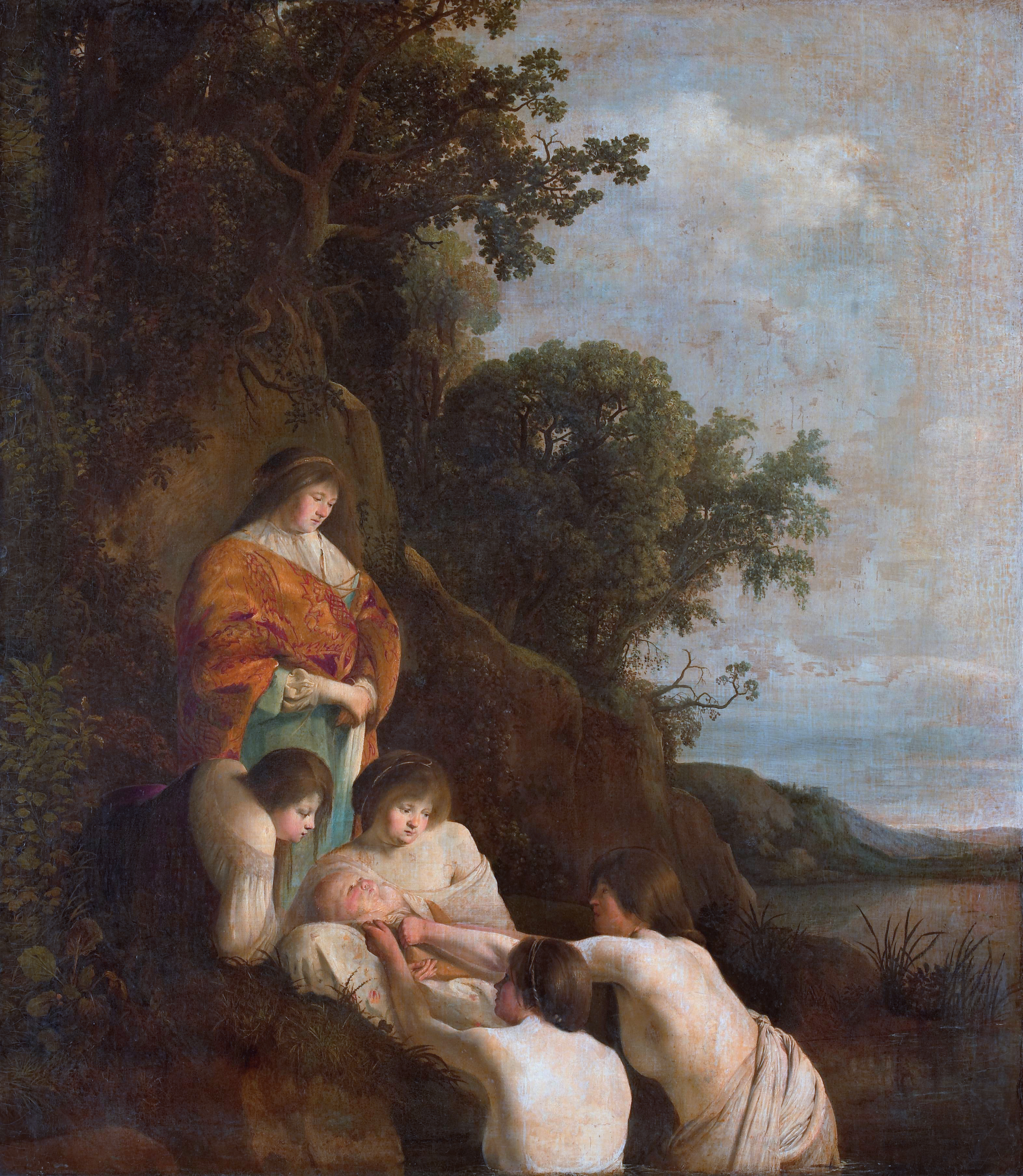
Découverte de Moïse 1630, Rijksmuseum
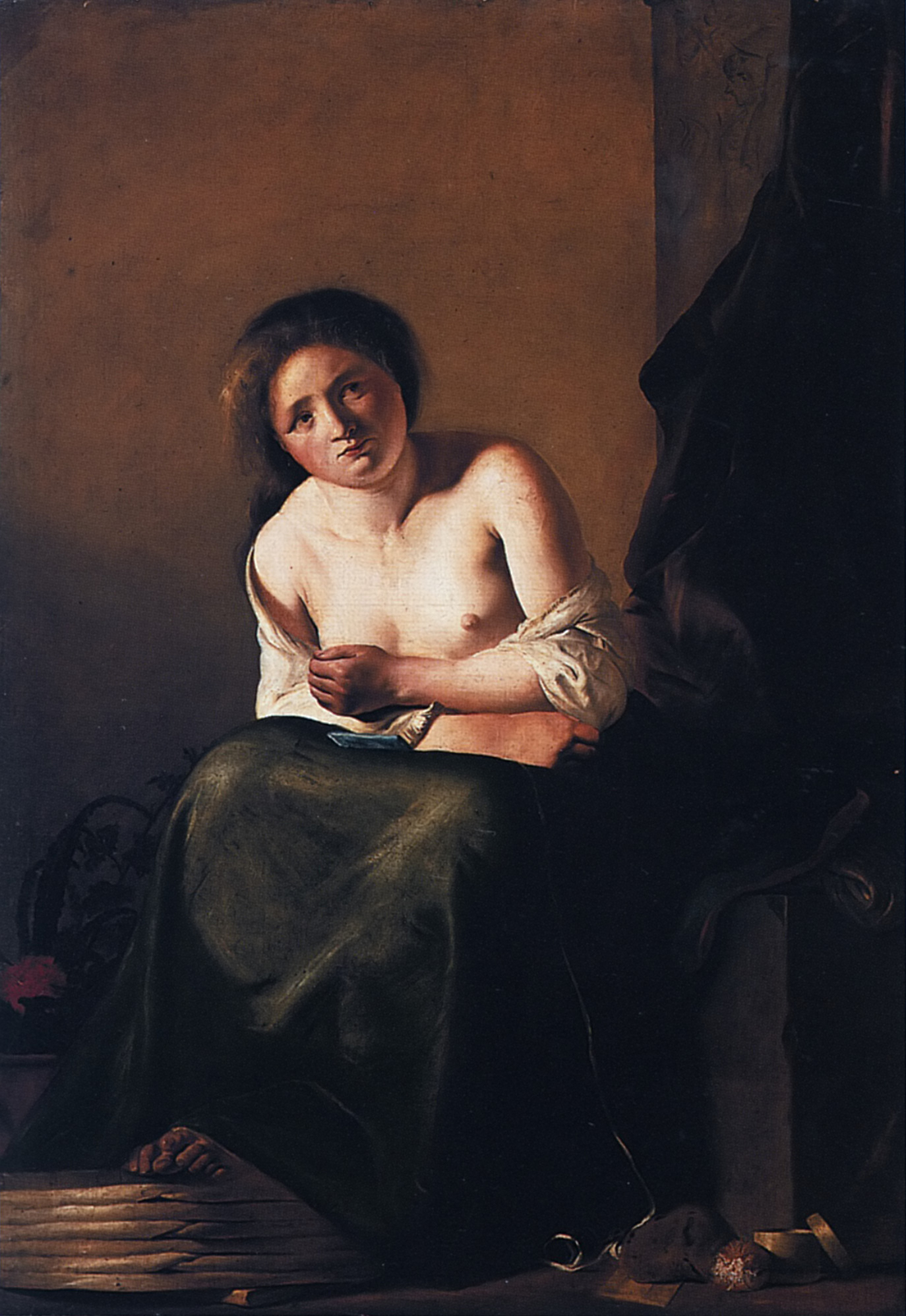
Ariane 1630-1635, Poznań
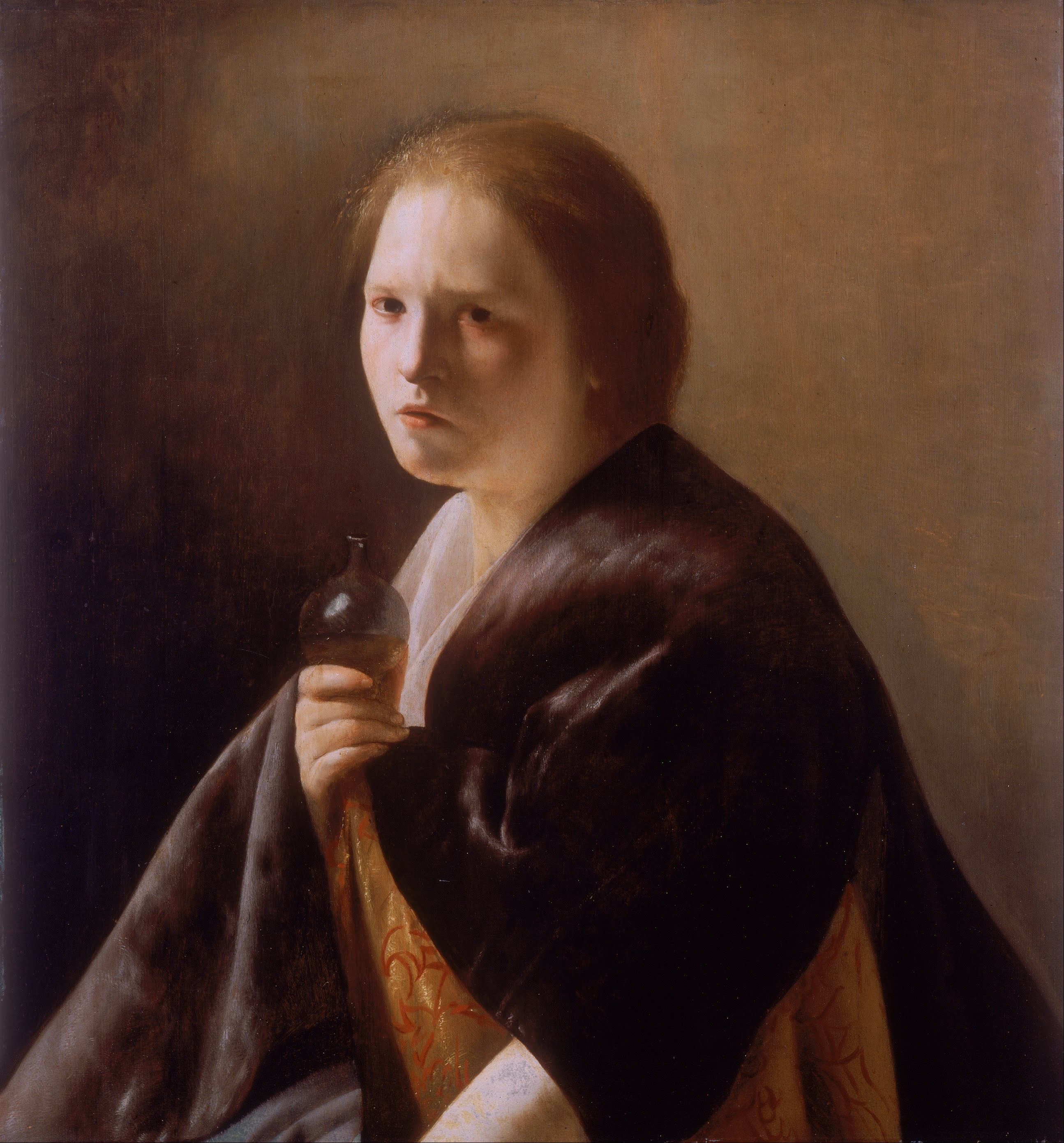
La Madeleine vers 1635, Walker Art Gallery
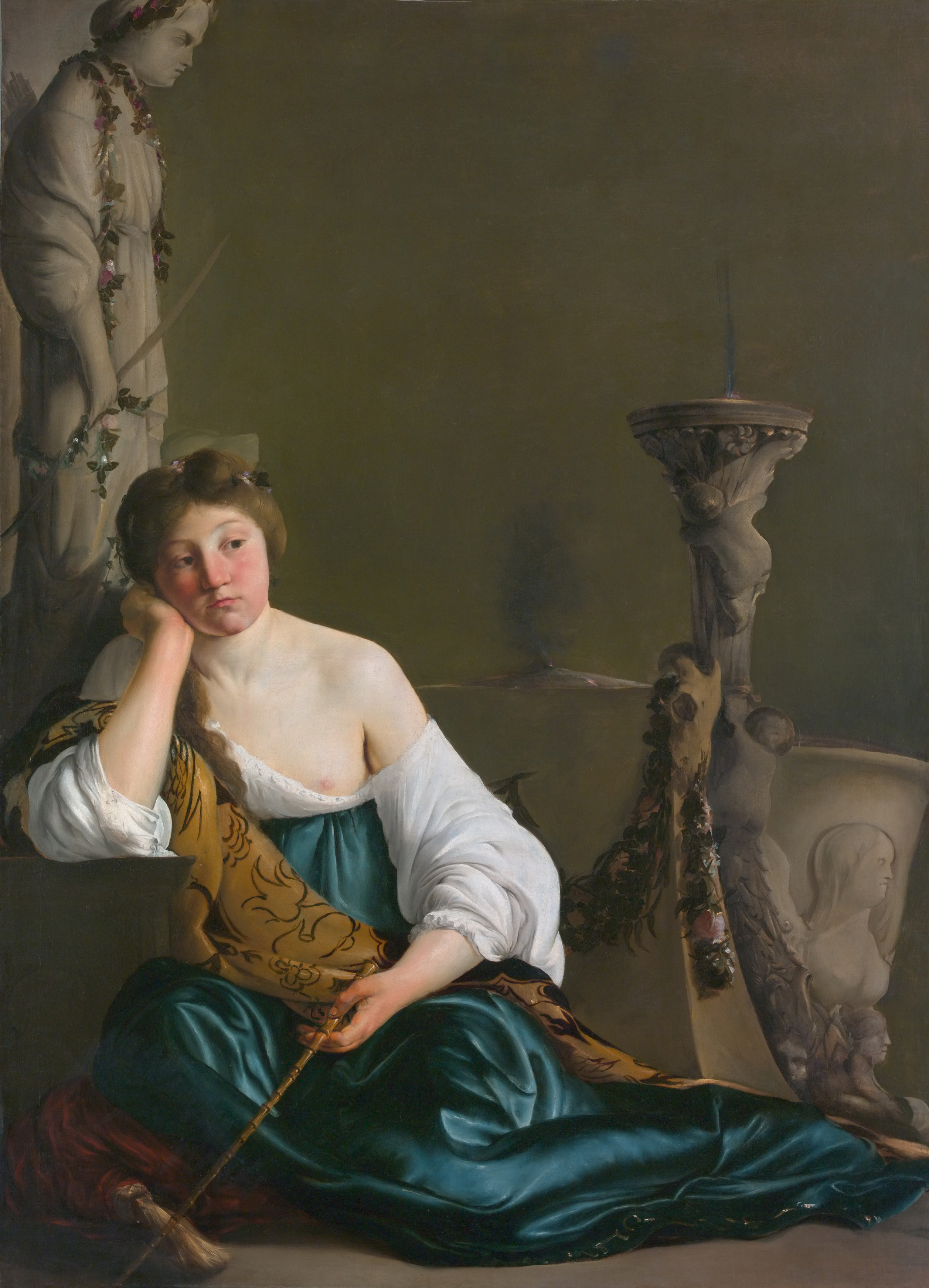
L'Enchanteresse vers 1640, Metropolitan
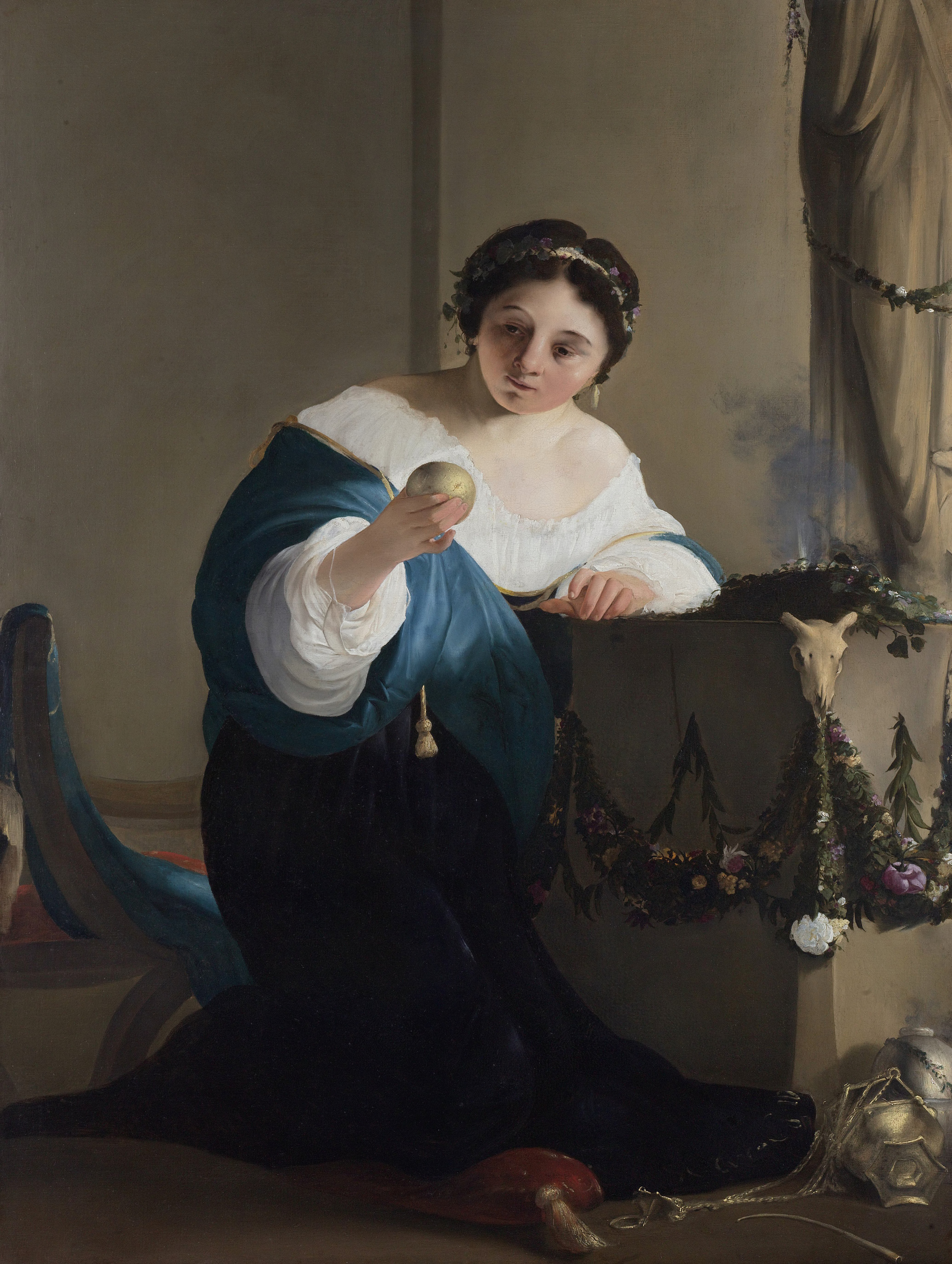
Cydippe et la pomme 1645-1655, Rijksmuseum